# Гороховое (Киевская область)
Горо́ховое (укр. Горохове) — село, входит в Кагарлыкский район Киевской области Украины.
Население по переписи 2001 года составляло 440 человек. Почтовый индекс — 09222. Телефонный код — 4573. Занимает площадь 3,045 км². Код КОАТУУ — 3222282401.

## История
В 1946 г. указом ПВС УССР село Казимировка переименовано в Гороховое

## Местный совет
09222, Киевская обл., Кагарлыкский р-н, с. Гороховое, ул. Загоруйка,14
сельский голова Бабыч Григорий Иванович